# Disekcija aorte
Disekcija aorte je naziv za razdvajanje slojeva stijenke aorte. Disekcija aorte je hitno stanje i često završava smrtnim ishodom.

## Simptomi
Prilikom disekcije aorte najčešće dolazi do jakih bolova u prsima, osjećaja trganja ili rezanja u prsima. U manjem broju bolest se javi bez bolova.
Do razdvajanja slojeva aorte može doći na različitim dijelovima aorte, te tako mogu biti zahvaćene i različite arterije koje polaze od aorte na zahvaćenim dijelovima.
Uz disekciju aorte može doći i do nastanka simptoma moždanog udara ako su zahvaćena polazišta krvnih žila za opskrbu mozga ili srčanog udara ako su zahvaćene koronarne arterije. Također može doći i do zatajenja bubrega ili bolova u trbuhu ako su zahvaćena polazišta bubrežnih arterija ili arterija koja opskrbljuju probavne organe.

## Dijagnostika
Za utvrđivanje bolesti koriste se različite radiološke metode (magnetska rezonancija, kompjuterizirana tomografija, UZV srca), dok su laboratorijski nalazi uglavnom nespecifični (leukocitoza, povišene vrijednosti kardioselektivnih enzima, povišne vrijednosti laktat dehidrogenaze, povišeni vrijednosti FDP-a).

## Klasifikacije
Ovisno o mjestu zahvaćanja aorte te širenju diskecije postoje dvije klasifikacije disekcija:
DeBakey klasifikacija:
- tip I - polazi od uzlaznog dijela aorte i širi se do luka aorte i dalje
- tip II - zahvaća samo uzlaznu aortu
- tip III - polazi od silaznog dijela aorte prema dalje

Stanford klasifikacija razlikuje dvije skupine:
- Stanford A - zahvaća uzlaznu i/ili luk aorte te se širi dalje (DeBakey tip I i tip II)
- Stanford B - zahvaća luka i distalnu aortu (distalno od lijeve potključne arterije) (DeBakey tip III)

## Liječenje
Disekcija aorte može se liječiti kirurški ili medikamentozno. Kirurško liječenje obično uključuje zamjenu diseciranog dijela aorte endovaskularnom protezom, dok se medikamentozno liječenje odnosi na smanjenje krvnog tlaka unutar aorte i simptomatsku terapiju (liječenje boli). Mogući su i perkutani endovaskularni zahvati na aorti.